# Lanocira wowine
Lanocira wowine là một loài chân đều trong họ Corallanidae. Loài này được Yasmeen & Javed miêu tả khoa học năm 2000.